# Detritivora cleonus
Detritivora cleonus is een vlindersoort uit de familie van de prachtvlinders (Riodinidae), onderfamilie Riodininae.
Detritivora cleonus werd in 1782 beschreven door Stoll.